# Volleybalvereniging Peelpush 2019-2020
Questa voce raccoglie le informazioni riguardanti il Volleybalvereniging Peelpush nelle competizioni ufficiali della stagione 2019-2020.

## Organigramma societario
Area direttiva
- Presidente: Wil van Oosteren

Area tecnica
- Primo allenatore: Johan Leenders

## Rosa
| N° | Nome                | Ruolo | Data di nascita  | Nazionalità sportiva |
| -- | ------------------- | ----- | ---------------- | -------------------- |
| 1  | Celine Keijsers     | O     | 27 dicembre 1994 | Paesi Bassi          |
| 3  | Claire Crijns       | C     | 22 dicembre 2000 | Paesi Bassi          |
| 4  | Lieke Oomen         | P     | 13 gennaio 1998  | Paesi Bassi          |
| 5  | Manouk Hermans      | C     | 21 agosto 1994   | Paesi Bassi          |
| 7  | Laura Bock          | S     | 15 ottobre 1990  | Paesi Bassi          |
| 8  | Lotte van der Horst | O     | 8 dicembre 1988  | Paesi Bassi          |
| 9  | Eke Denessen        | P     | 4 ottobre 2001   | Paesi Bassi          |
| 10 | Suzanne Cartigny    | C     | 30 maggio 1990   | Paesi Bassi          |
| 11 | Anouk de Jong       | L     | 16 gennaio 1996  | Paesi Bassi          |
| 12 | Jody Selten         | S     | 14 marzo 1999    | Paesi Bassi          |
| 14 | Emma Jenneskens     | L     | 1º marzo 2000    | Paesi Bassi          |

## Statistiche

### Statistiche di squadra
| Competizione          | Punti | In casa | In casa | In casa | In trasferta | In trasferta | In trasferta | Totale | Totale | Totale |
| Competizione          | Punti | G       | V       | P       | G            | V            | P            | G      | V      | P      |
| --------------------- | ----- | ------- | ------- | ------- | ------------ | ------------ | ------------ | ------ | ------ | ------ |
| Eredivisie            | 18    | 9       | 3       | 6       | 10           | 3            | 7            | 19     | 6      | 13     |
| Coppa dei Paesi Bassi | -     | 0       | 0       | 0       | 1            | 0            | 1            | 1      | 0      | 1      |
| Totale                | -     | 9       | 3       | 6       | 11           | 3            | 8            | 20     | 6      | 14     |